# Hot Springs Canyon Trail
Le Hot Springs Canyon Trail est un sentier de randonnée américain dans le comté de Brewster, au Texas. Il est entièrement situé au sein du parc national de Big Bend, où il longe le Rio Grande en desservant notamment les ruines de l'ancienne station thermale dite Hot Springs.